# ショートメール
ショートメールは、かつてNTTドコモが提供していたmova（800MHz帯）およびシティフォンで送受信できるショートメッセージサービス（SMS）である。

## 概要
1997年6月1日に日本の携帯電話として他社に先駆けて開始したSMSである（PHSでは既に導入されていた）。携帯電話でメールするという新たな要素が生まれ、DDIセルラーグループやデジタルホンなど同業他社も追従して同種のサービスを開始した。送受信可能文字数は全角・半角ともに最大50文字までである。
メッセージの送信は、文字送信型ポケットベルの呼び出しと同じ要領でプッシュ信号が出せる電話機からショートメールセンターに発信し、DTMFで相手先携帯電話番号と文章を2タッチで入力して送信する方法と、対応端末のショートメール機能による文字入力と画面操作で作成し、回線交換方式でショートメールセンターへ送信する方法がある。
ショートメールセンターでメッセージを受信すると、プッシュ型通信で相手方にメッセージが送られて受信となる。圏外や話中の場合はセンターで一定時間保管し、期限内に端末と通信できれば受信となるが、期限を超過するとセンターのメッセージは削除される。
1999年1月に開始されたmovaのiモード契約者はショートメールも利用可能という後方互換性が図られており、iモード付加機能使用料の契約で対応するため、ショートメールの契約は不可（iモード契約が強制となる50Xiシリーズも同様）となっていた。
電子メールのiモードメール（@docomo.ne.jp）とショートメールは当初別段のサービスであったが、1999年7月30日からiモード契約者宛のショートメールはショートメールセンターからの送信ではなく、iモードセンターでiモードメールに変換し送信する（movaのみ）ように改められた。但しiモードメールとして受信時のパケット通信料の課金対象となった。またFOMAのSMSとは互換性は無く、SMSからmova・シティフォンへのショートメールの送信は不可（ショートメールセンターのプッシュホン操作も不可）という状態が長らく続いたが、2005年12月にSMSからでもiモードメール（iMS）に変換され受信できるように改善された。発信者番号を通知・非通知の送信も可能となった。
2009年3月31日をもってショートメールの新規申し込みは終了し、2012年3月31日のmovaサービス終了をもってショートメールサービスも終了した。FOMAやXiのSMSは「ショートメール」ではなく「SMS」と呼称するものの、「ショートメール」の名が広く浸透したためにドコモやその利用者間ではひとまとめに「ショートメール」と呼称する事も決して少なくない。

### 料金
月額使用料105円（税込）。送信料は、新料金プランでは30秒ごとに5.25円、旧料金プランではプランAの半額（長得プランは長得プラン通話料の半額）。ショートメールセンターからの受信は無料。ただしiモード契約者でiモードメールでの受信となる場合は、1通あたり約0.945円がかかる。